# Красноборськ (Архангельська область)
Красноборськ (рос. Красноборск) — село в Красноборському районі Архангельської області Російської Федерації.
Населення становить 4015 осіб. Входить до складу муніципального утворення Алексєєвське сільське поселення.

## Історія
Від 2004 року входить до складу муніципального утворення Алексєєвське сільське поселення.

## Населення
| 1959 | 1970  | 1979  | 1989  | 2002  | 2010  |
| ---- | ----- | ----- | ----- | ----- | ----- |
| 2894 | ↗3575 | ↗4792 | ↗5110 | ↘5030 | ↘4771 |